# Émiland Gauthey

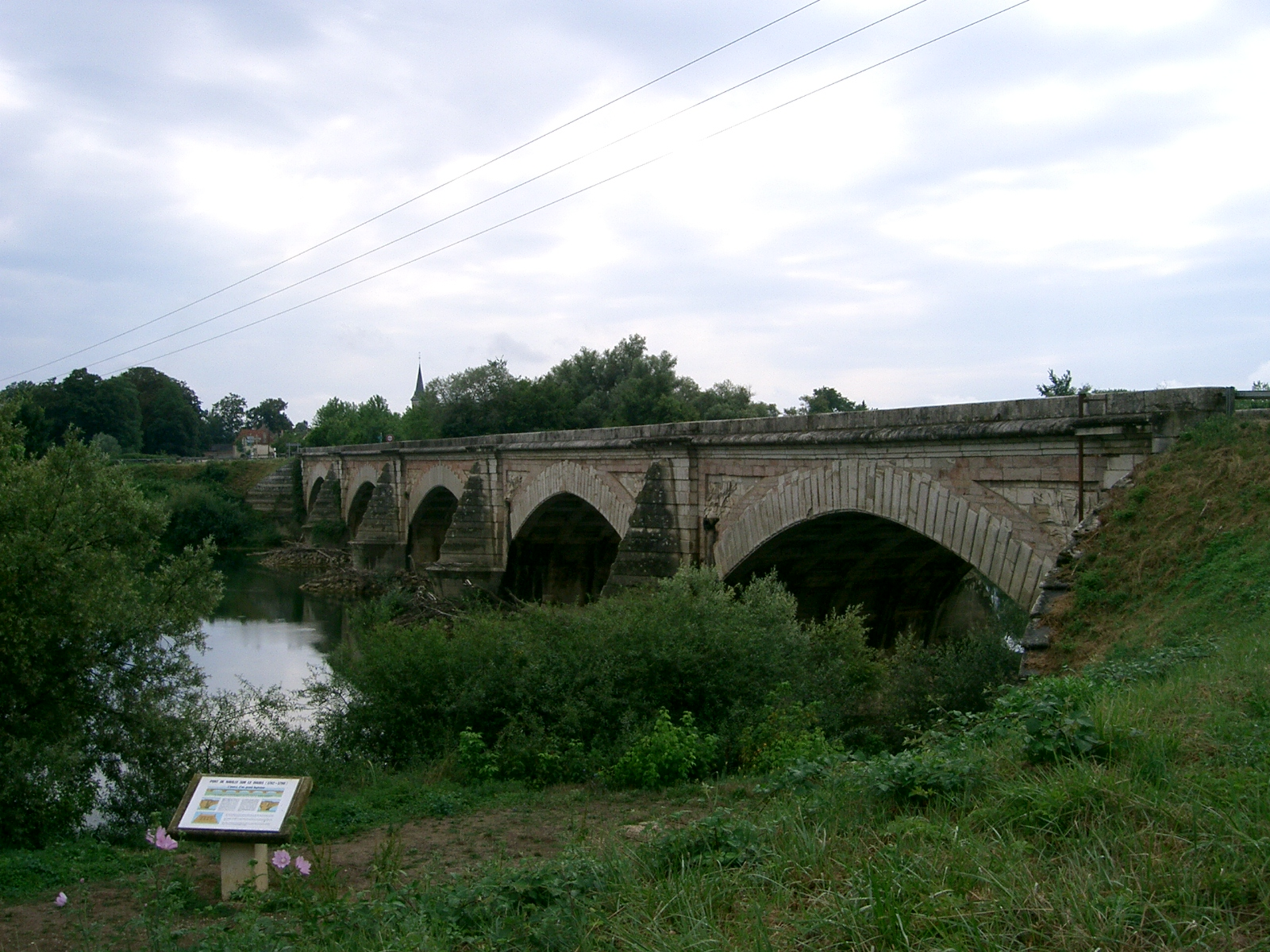
Pont de Navilly en Saône-et-Loire

Émiland Marie Gauthey, född 3 december 1732 i Chalon-sur-Saône, död 14 juli 1806 i Paris, var en fransk väg- och vattenbyggnadsingenjör.
Gautheys storartade byggnadsföretag, bland annat Canal du centre (1783-1791), kanalen från Doubs till Saône och Raville-bron över Doubs samt många tekniska avhandlingar vittnar om hans ovanliga kunskaper och duglighet.